# 星期色

星期色示意图，从左至右分别为星期一到星期日的代表色。

星期色或七天七色是泰国文化中规定每周七天七种颜色的传统，相传来源自印度神话，自阿瑜陀耶王朝时期开始有此习惯。却克里王朝开始，王室成员们和上流社会也按照星期色穿着对应颜色的衣服，直到泰国改为君主立宪制后，由于西服的流行，这一习俗才逐渐淡化。
星期色可根据生日所属的星期来属于代表色，如拉玛九世和十世国王的代表色是黄色（星期一出生）、朱拉隆功大帝的代表色为粉色（星期二出生）、诗丽吉王后的代表色是蓝色（星期五出生）、诗琳通公主的代表色是紫色（星期六出生）等。

## 列表
| 星期   | 颜色    | 代表色 | 对应行星 | 七曜 | 守护佛                    |
| ------ | ------- | ------ | -------- | ---- | ------------------------- |
| 星期一 | #EEEE00 | 黄色   | 月球     | 月曜 | 平定佛                    |
| 星期二 | #EE77EE | 粉红色 | 火星     | 火曜 | 涅槃佛                    |
| 星期三 | #77EE77 | 绿色   | 水星     | 水曜 | 托钵佛（昼） 隐居佛（夜） |
| 星期四 | #EE7700 | 橙色   | 木星     | 木曜 | 禅定佛                    |
| 星期五 | #77EEEE | 浅蓝色 | 金星     | 金曜 | 沉思佛                    |
| 星期六 | #7700EE | 紫色   | 土星     | 土曜 | 七龙佛                    |
| 星期日 | #EE0000 | 红色   | 太阳     | 日曜 | 成道佛                    |

## 影响
自2000年代以来，泰国星期色文化已向全球化发展，甚至在儿童早教视频中也开始引用。
- 在日本动画电影《大雄的金银岛》中，用复制镜复制的六只迷你哆啦被各自涂上了黄色（星期一）、粉红色（星期二）、绿色（星期三）、橙色（星期四）、浅蓝色（星期五）和紫色（星期六），加上原来的一只红色（星期日）迷你哆啦。七种颜色正好是泰国文化中的星期代表色。[4]
- 米津玄师的歌曲《每日》MV中，七名舞者所穿的服装颜色对应了泰国文化中的星期色。[5]
- 泰格·伍兹常穿红色球衣，可能与星期色有关。
- 星期色传入中国后，由于中文语境中蓝色不分深浅，故星期五代表色与泰国原版不同。

## 其他文化
在泰国以外的文化中，也有一周七天七种颜色的概念，但颜色并不固定。如张瑶的歌曲《七天》中，星期色分别为红色（星期一）、橙色（星期二）、黄色（星期三）、绿色（星期四）、黑色（星期五）、天空蓝（星期六）和紫色（星期日）；而台北101大楼的点灯仪式则采用彩虹的光谱顺序来表示七天的代表色。
在与泰国邻近的柬埔寨也有“七彩星期”习俗，但与泰国不同，分别为：黄色（星期一）、紫色（星期二）、浅绿色（星期三）、深绿色（星期四）、蓝色（星期五）、深紫色（星期六）和红色（星期日）。